# Cáo corsac
Cáo corsac (danh pháp hai phần: Vulpes corsac) là một loài động vật thuộc chi Cáo, họ Chó. Loài này tìm thấy trên khắp các thảo nguyên trung bộ của châu Á. Cáo thảo nguyên đang bị đe dọa do săn bắn lấy lông.

## Mô tả
Cáo corsac là một con cáo có kích thước trung bình, chiều dài đầu và cơ thể 45 đến 65 cm, và đuôi dài 19 đến 35 cm. Con trưởng thành cân nặng từ 1,6 đến 3,2 kg (3,5 đến 7,1 lb). Lông có màu từ xám đến hơi vàng phần lớn cơ thể, với phần dưới nhạt màu hơn và các mảng nhạt trên miệng, cằm, và cổ họng. Trong suốt mùa đông, bộ lông trở nên dày hơn và mượt hơn, và màu xám rơm, với một đường sẫm màu chạy xuống phía sau.

## Phân bố
Cáo corsac sinh sống ở thảo nguyên và bán hoang mạc của trung tâm và Đông Bắc Á. Chúng được tìm thấy khắp Kazakhstan, Uzbekistan, và Turkmenistan, và thông qua tất cả khu vực ngoại trừ các vùng cực bắc của Mong Cổ. Ở phía nam, phạm vi của chúng kéo dài vào các khu vực ở phía Bắc của Iran, Tajikistan, Kyrgyzstan, Afghanistan, và Trung Quốc, và chúng cũng có thể được tìm thấy trong các vùng lân cận của Nga.

## Hình ảnh

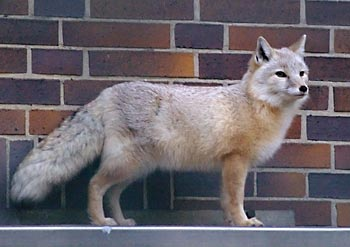
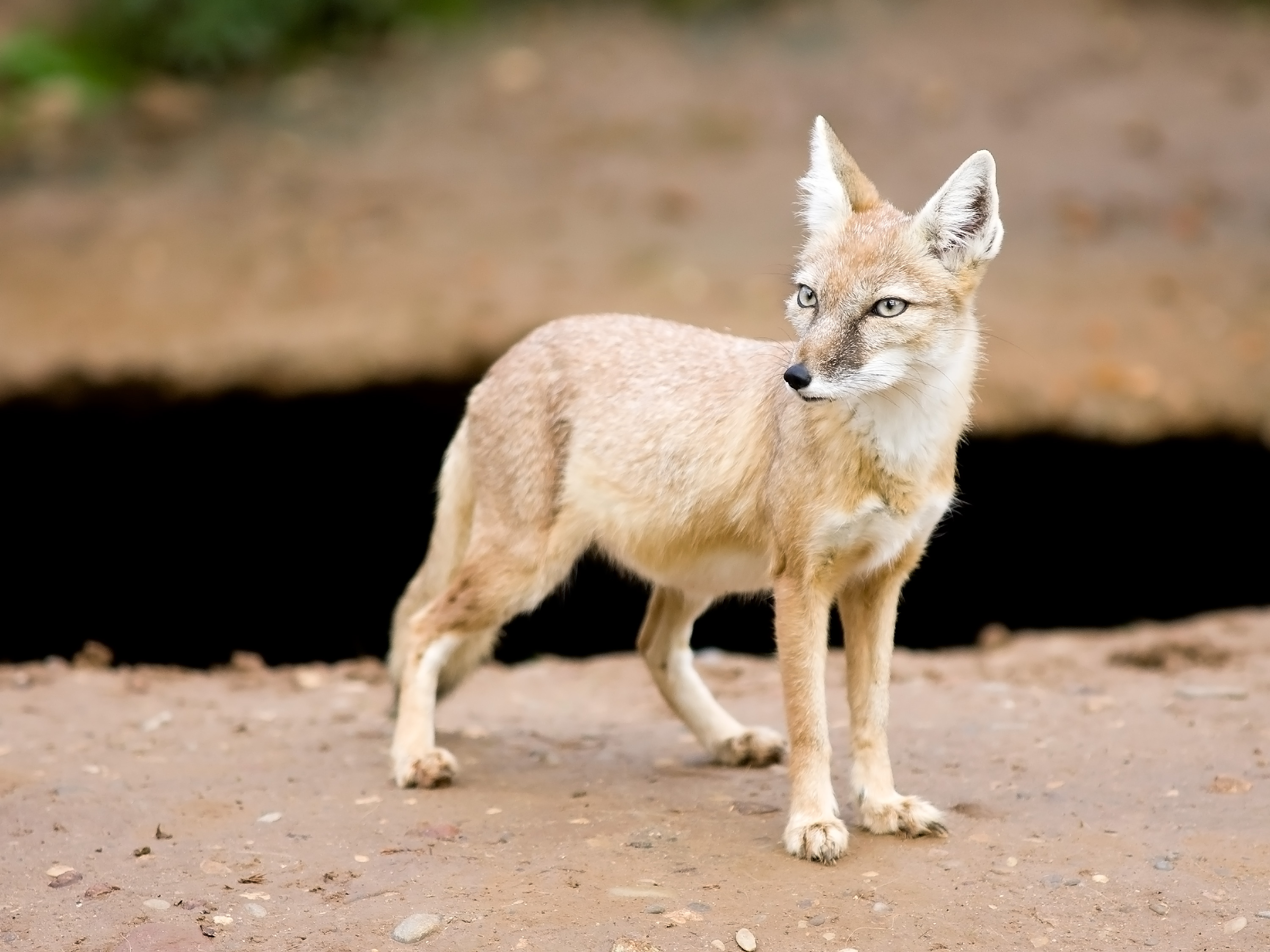
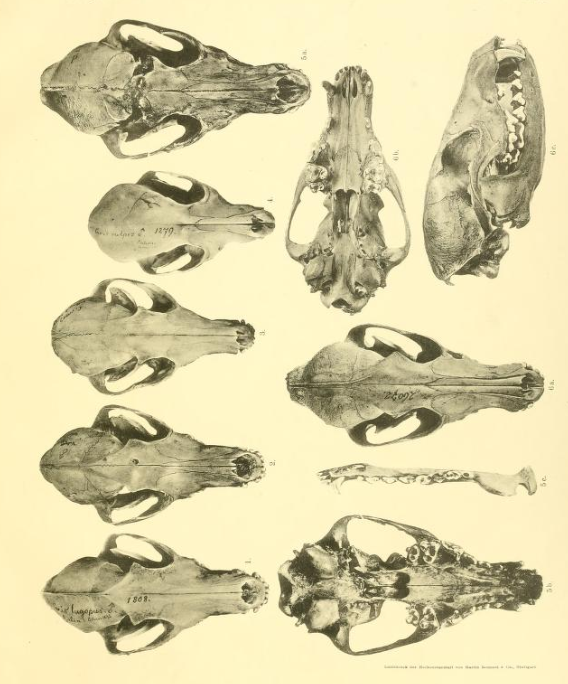